# Preambel

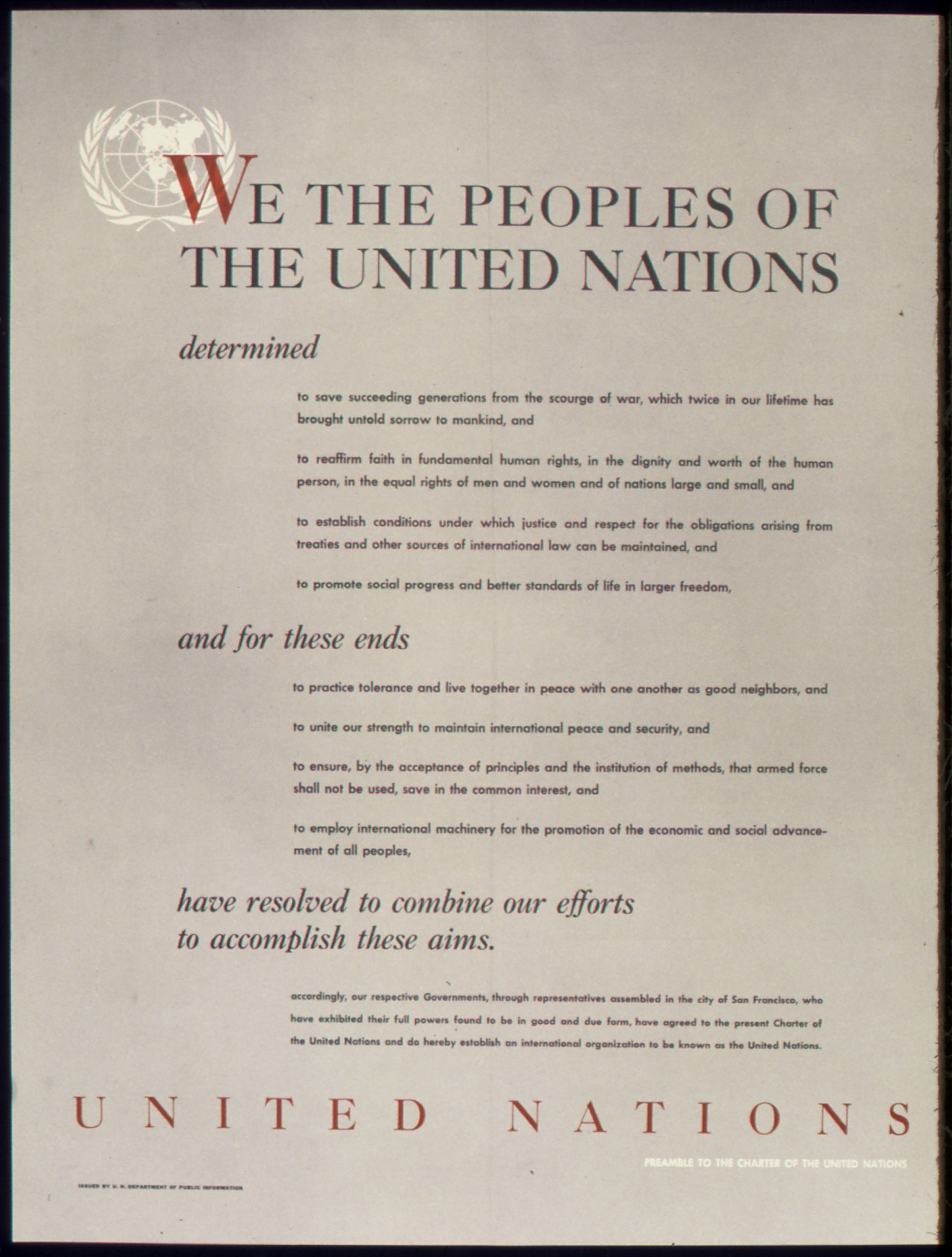
FN-stadgans preambel på engelska.

En preambel är en inledning, exempelvis till ett lands konstitution, en internationell traktat eller rättsakt från EU, där lagstiftningens syfte framgår.
Preambeln innehåller de tolkningsdata som enligt den teleologiska tolkningsmetoden behövs för att kunna tillämpa stadgandet. 
Ordet kommer från latinets praeambulare, föregå. Regeringskansliets språkvårdare rekommenderar ingress istället för preambel i svensk text. Ytterligare en synonym är beaktandesatser.